# Monedderlust FC
O Monedderlust Connection Football Club é um clube de futebol sul-americano situado em Mahaica-Berbice, Guiana.
Atualmente, disputa o Campeonato Guianense de Futebol, conhecido como GFF Elite League. Na edição 2016-17, o clube enfrentou o seu primeiro rebaixamento, tendo retornado à elite do futebol nacional na temporada 2023.

## Ligações Externas
- Monedderlust FC - no Facebook